# غرايم سونيس
غرايام جايمس سونيس Graeme Souness (بالإنجليزية: Graeme Souness)‏، من مواليد 6 مايو 1953 في إدنبره في اسكتلندا ، لاعب كرة قدم اسكتلندي سابق، ومدرب كرة قدم حالي.
بدأ مسيرته الكروية مع نادي توتنهام هوتسبير في عام 1970 ، ولعب معهم حتى عام 1972 ، وفي عام 1972 انتقل إلى نادي مونتريال أوليمبك ، وشارك معهم في 10 مباريات وسجل هدفين، وفي عام 1972 انتقل إلى نادي ميدلزبره ، ولعب معهم حتى عام 1978 ، وشارك معهم في 176 مباراة وسجل 26 هدف، وفي عام 1978 انتقل إلى نادي ليفربول ، ولعب معهم حتى عام 1984 ، وشارك معهم في 247 مباراة وسجل 38 هدف، وفي عام 1984 انتقل إلى نادي سامبدوريا الإيطالي، ولعب معهم حتى عام 1986 ، وشارك معهم في 56 مباراة وسجل 8 أهداف، وفي عام 1986 انتقل إلى نادي رينجرز ، ولعب معهم حتى عام 1991 ، وشارك معهم في 50 مباراة وسجل 3 أهداف.
و قد لعب مع منتخب اسكتلندا لكرة القدم منذ عام 1974 وحتى عام 1986 ، وشارك معهم في 54 مباراة وسجل 4 أهداف.
بدأ مسيرته التدريبية مع نادي رينجرز في عام 1986 ، ودربهم حتى عام 1991 ، وفي عام 1991 انتقل إلى تدريب نادي ليفربول ، ودربهم حتى عام 1994 ، وفي موسم 1995/1996 درب نادي غلطة سراي التركي، وفي موسم 1996/1997 درب نادي ساوثامبتون ، وفي عام 1997 درب نادي تورينو الإيطالي، وفي عام 1997 انتقل إلى تدريب نادي بنفيكا البرتغالي، ودربهم حتى عام 1999 ، وفي عام 2000 انتقل إلى تدريب نادي بلاكبيرن روفرز ، ودربهم حتى عام 2004 ، وفي عام 2004 انتقل إلى تدريب نادي نيوكاسل يونايتد ، ودربهم حتى عام 2006.

## روابط خارجية
- غرايم سونيس على موقع ميوزك برينز (الإنجليزية)
- غرايم سونيس على موقع الاتحاد الدولي (مؤرشف)  (الإنجليزية)
- غرايم سونيس على موقع الاتحاد الأوربي (الإنجليزية)
- غرايم سونيس على موقع الاتحاد الإسكتلندي (الإنجليزية)
- غرايم سونيس على موقع قاعدة بيانات كرة القدم.إي يو (الإنجليزية)
- غرايم سونيس على موقع ناشيونال فوتبول تيمز (الإنجليزية)
- غرايم سونيس على موقع Soccerbase.com (لاعب) (الإنجليزية)
- غرايم سونيس على موقع Soccerbase.com (مدرب) (الإنجليزية)
- غرايم سونيس على موقع عالم كرة القدم.نت (الإنجليزية)
- غرايم سونيس على موقع كووورة